# Пшемысль-Засане
Пшемысль-Засане (пол. Przemyśl Zasanie) — остановочный пункт в городе Пшемысль, в Подкарпатском воеводстве Польши. Расположен на ведущей к польско-украинской границе железнодорожной линии Краков-Главный — Медыка.
Состоит из двух путей и двух платформ с навесами. Рядом находится небольшое, заброшенное здание с недействующей билетной кассой. Функцию перехода между платформами выполняет дорога с улицей Борелёвского, проходящая под железной дорогой.